# Synekdocha
Synekdocha (řecky syn-ek-doché, sdílená, spolu míněná část) je druh obrazného pojmenování, při němž je název celku použit pro označení části nebo naopak název části pro označení celku. Například „noční nebe zářilo“ místo hvězdy svítily nebo „pod rodnou střechou“ místo v domě.
Synekdocha patří mezi tropy a blízce souvisí s metonymií, takže se někdy pokládá za její zvláštní případ. Při přesnějším rozlišování je synekdocha použití názvu části pro celek nebo opačně, použití nadřazeného nebo podřazeného pojmu, kdežto metonymie předpokládá myšlenkové nebo věcné spojení mezi oběma názvy a metafora znamená použití nepříbuzného pojmu z jiné oblasti.

## Typy synekdochy
Celek místo části (lat. totum pro parte)
- „Celé město bylo na nohou“ místo „všichni lidé ve městě“
- „Sál rázem ztichl“ místo „všichni v sále“
- „Otevřete! Policie!“ místo „Otevřete, tady policista v roli orgánu Policie!“
- „Praha vyhlásila stav pohotovosti.“ místo „pražský magistrát jako orgán města Prahy vyhlásil stav pohotovosti.“
- „Pentagon“ místo „lidé v nejvyšším velení ozbrojených sil Spojených států amerických“ (zde jde ovšem spíše o strukturní metonymii)
- „Wall Street“ místo „nejvýznamnější korporace obchodující na amerických a světových burzách“ (zde jde ovšem spíše o strukturní metonymii)

Část místo celku (lat. pars pro toto)
- „Mít střechu nad hlavou“ místo „mít domov, byt“
- „A v létě tyčí se tu kukuřičná zrna“ místo „vzrostlé kukuřice“ (V. Nezval)
- „Vztahy mezi Washingtonem a Teheránem“ místo „vztahy mezi USA a Íránem“
- „Měl plavý vlas“ místo „vlasy“ (zde jde ovšem spíše o hromadné substantivum)
- „Hlava na hlavě“ místo „mnoho lidí“ (zde jde spíše o popis hustoty lidských hlav v davu, nikoliv o zastoupení davu dvěma hlavami)

Podřízený pojem místo nadřízeného
- „Vydělat na chleba“ místo „na obživu“

Určitý místo těžko definovatelného
- „Zažila si svých 15 minut slávy“ místo „své období slávy“

Nadřízený pojem místo podřízeného
- „Opeřenec promluvil“ místo „papoušek“
- „Severočeši nakonec remizovali“ místo „hráči libereckého fotbalového týmu“

Singulár místo plurálu
- „Daňový poplatník“ místo „všichni poplatníci“
- „To si Rus nenechá líbit“ místo „Rusové, Rusko“

Plurál místo singuláru
- „My, Rudolf II.“, tzv. pluralis majestatis.

## Synekdocha ve filmu
Synekdochu také používají filmoví režiséři a kameramani. Typický příklad je záběr detailu hrdiny – části těla místo celé postavy – k ilustraci toho, co dotyčný člověk cítí (např. potící se ruka u pasu s koltem při pistolovém duelu; těkající oči hrdiny při nějaké vypjaté situaci; třesoucí se ruka, která má stisknout tlačítko; okamžik, kdy jsou „oči v sloup“, když nějaká postava ztratí vědomí, …).